# Panha 2091
Panha 2091 "Toufan" iranska je nadogradnja jurišnog helikoptera Bell AH-1J International (izvozna verzija SeaCobre) kupljenog prije Islamske revolucije 1979. godine. Program remonta i nadogradnje poznat je kao projekt broj 2091 iranske tvrtke za podršku i obnovu helikoptera (poznate i kao Panha).

## Dizajn
Prijavljene nadogradnje uključuju:
- nove oklopne ploče kokpita
- novu avioniku
- kameru na nosu
- novi dizajn kokpita.

Nadograđeni jurišni helikopter ima uži trup za veću fleksibilnost i naoružan je trocijevnim topom M197 20 mm tipa Gatling u kupoli A/A49E. Njegova krnja krila nose par devetnaestocijevnih bacača raketa od 70 mm.
Staklo otporno na metke štiti pilotsku kabinu i mjesto časnika za naoružanje, unutarnja avionika je obnovljena s dodatkom GPS-a i prijamnika u nosu, te radara za upozorenje pričvršćenog straga, s četiri antene koje pružaju pokrivenost od 360 stupnjeva i integriranim svim elektroničkim sustavima.

## Tehnički podaci
- Posada: 2 člana
- Duljina: 16 m
- Prazna masa: 2802 kg
- Najveća masa pri polijetanju: 4530 kg
- Promjer glavnog rotora: 13 m
- Površina glavnog rotora: 132,75 m2

### Performanse
- Najveća brzina: 236 km/h
- Domet: 600 km

### Naoružanje
- M197 3-cijevni top od 20 mm "Gatling-style" (kapacitet streljiva od 750 metaka)
- 70 mm rakete Mk 40 ili Hydra 70
- Zuni rakete od 127 mm - 8 raketa u dva lansera LAU-10D/A
- Protuavionske rakete AIM-9 Sidewinder / Misagh-2 - 1 postavljena na svaku učvršćenu točku
- Toophan ATGM - 1 dvostruki ili četverostruki lanser na svakom krilu

## Vanjske poveznice
- Tufan 2